# Vilim II. od Pallarsa Sobire
Vilim II. od Pallarsa Sobire (španjolski: Guillermo II de Pallars Sobirá) (umro 1035.) bio je grof Pallarsa Sobire. Vladao je 1011. – 1035. te je bio rođak kraljeva Pamplone.
Bio je drugi sin grofa Suñera I. od Pallarsa (Sunyer) i njegove supruge Ermentrude, koja je znana i kao Ermengarda de Rouergue. 
Bio je unuk grofa Lopea I. od Pallarsa i njegove supruge, Gotrude.
Nakon smrti grofa Suñera, Pallars je podijeljen na dva dijela, a jedan dio je uzeo Vilim. Drugi je dio pripao njegovu bratu, grofu Ramónu.
Vilimova supruga je bila gospa Estefanía, koja je možda bila kći grofa Ermengola I. od Urgella i njegove supruge, Tetberge.
Djeca Vilima i njegove žene:
- Bernard II. od Pallarsa Sobire, koji nije imao djece
- Artal I., koji je naslijedio brata Bernarda
- Ramón, koji je možda imao sina[4]
- Eldiondis, supruga Guitarta Isarna od Vallferrere